# Florencia Wells Slater
Mary Florence Wells Slater (16 de octubre de 1864 - 22 de enero de 1941) fue una entomóloga y educadora estadounidense. Después de graduarse de la escuela St. Mary's en 1882, trabajó en la facultad como profesora de ciencias. Slater pasó a estudiar entomología en la Universidad de Cornell, trabajando como asistente de investigación para John Henry Comstock . En 1899 publicó el artículo The Egg-Carrying Habitat of Zaitha, que hacía correcciones a un error en el trabajo publicado anteriormente de Comstock. Luego pasó a enseñar en el Departamento de Educación de la ciudad de Nueva York, sobre todo en la escuela secundaria Washington Irving en Gramercy Park . Slater fue un defensor de las pensiones de los docentes en Nueva York y de la igualdad salarial por el mismo trabajo en los Estados Unidos.

## Biografía
Mary Florence Wells Slater nació en Salisbury, Carolina del Norte, el 16 de octubre de 1864.   Su padre era James Alexander Slater.  Slater era hermana de Ada Slater Carter, James H. Slater y Henry Fielding Slater.  Se matriculó en St. Mary's School, un internado episcopal para niñas en Raleigh, en 1877.  Se graduó en St. Mary's en 1882 y se convirtió en miembro de la facultad allí en 1883, enseñando botánica y ciencias naturales. En 1885, Slater asistió a la Universidad de Cornell, donde fue miembro de Sigma Xi y del Wayside Club.   Mientras era estudiante universitaria, estudió y trabajó con John Henry Comstock .   Mientras trabajaba con Comstock en 1899, informó en un artículo titulado The Egg-Carrying Habit of Zaitha que los machos de Zaitha flumineum transportan huevos y que las hembras están "obligadas a capturar al macho para depositar los huevos", corrigió un error cometido por Comstock que había sido publicado en libros de texto estadounidenses.   También escribió que "el macho se irrita bajo la carga" de llevar los huevos y "si es atacado, recibe dócilmente los golpes, aparentemente prefiriendo la muerte... a la indignidad de llevar y cuidar los huevos".    Slater se graduó de Cornell con una licenciatura en ciencias en 1900.   

Al graduarse, Slater se mudó a la ciudad de Nueva York, donde enseñó ciencias en escuelas públicas de la ciudad, en particular la escuela secundaria Washington Irving .  Mientras enseñaba en Washington Irving, tomaba prestadas diapositivas del Museo Americano de Historia Natural y animales del Zoológico del Bronx para sus conferencias.  Cada mes, hacía arreglos para que un miembro del Departamento de Educación del Museo Americano de Historia Natural diera una conferencia ante todo el cuerpo estudiantil de 5.000 personas en el auditorio de la escuela. 
Slater fue un defensor de la igualdad salarial por el mismo trabajo y de la adopción de un sistema de pensiones para los profesores de las escuelas públicas de Nueva York.  Cuando se jubiló de la docencia, recibió una pensión que le permitió permanecer económicamente independiente por el resto de su vida.  Regresó a Carolina del Norte y dio conferencias invitadas en todo el estado.  Jane Simpson McKimmon asistió a una de sus conferencias invitadas, en el North Carolina State College, donde dio una conferencia a seiscientos veintitrés estudiantes de la zona rural de Carolina del Norte sobre un carrete de película titulado Cómo comienza la vida . Slater era feligrés y profesor de estudios bíblicos en la Iglesia Episcopal de St. Paul en Winston-Salem . Murió el 22 de enero de 1941 y está enterrada en el cementerio de Salem. 